# Place Saint-Gervais (Paris)
La place Saint-Gervais est une place, ancienne, située dans le 4e arrondissement de Paris, en France, dans le quartier Saint-Gervais.

## Situation et accès
Cette place de forme trapézoïdale est entourée de plusieurs rues : y débouchent celles de François-Miron et de Brosse, tandis que la rue de Lobau la borde sur son côté ouest (à l'arrière de l'Hôtel de Ville). Elle sert de parvis à l'église du même nom, Saint-Gervais-Saint-Protais.
On accède à la place par les lignes 1 et 11 à la station de métro Hôtel de Ville.

## Origine du nom
Elle porte ce nom car elle est située en face de l'église Saint-Gervais.

## Historique

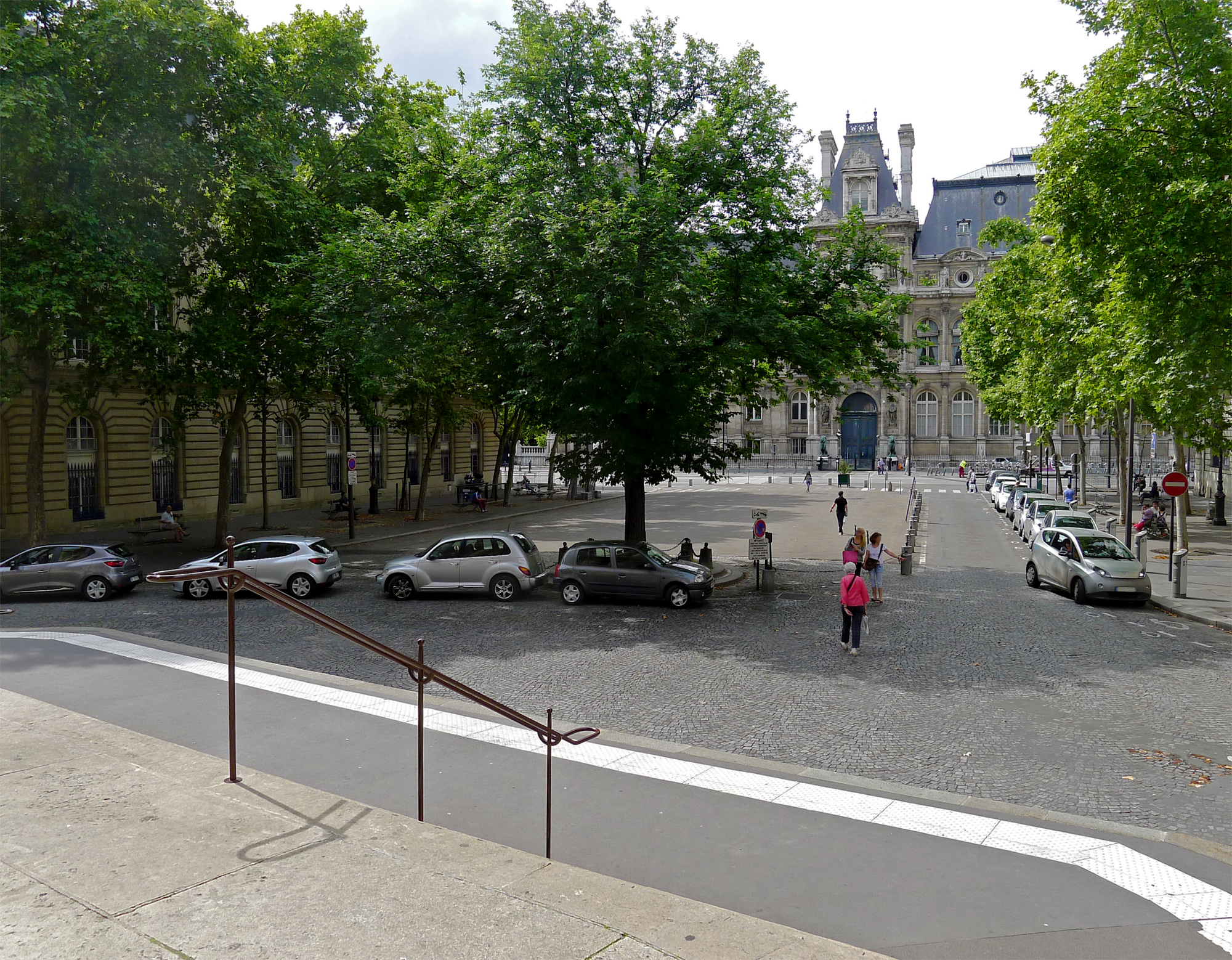
L'orme central vu depuis le portail de l'église.

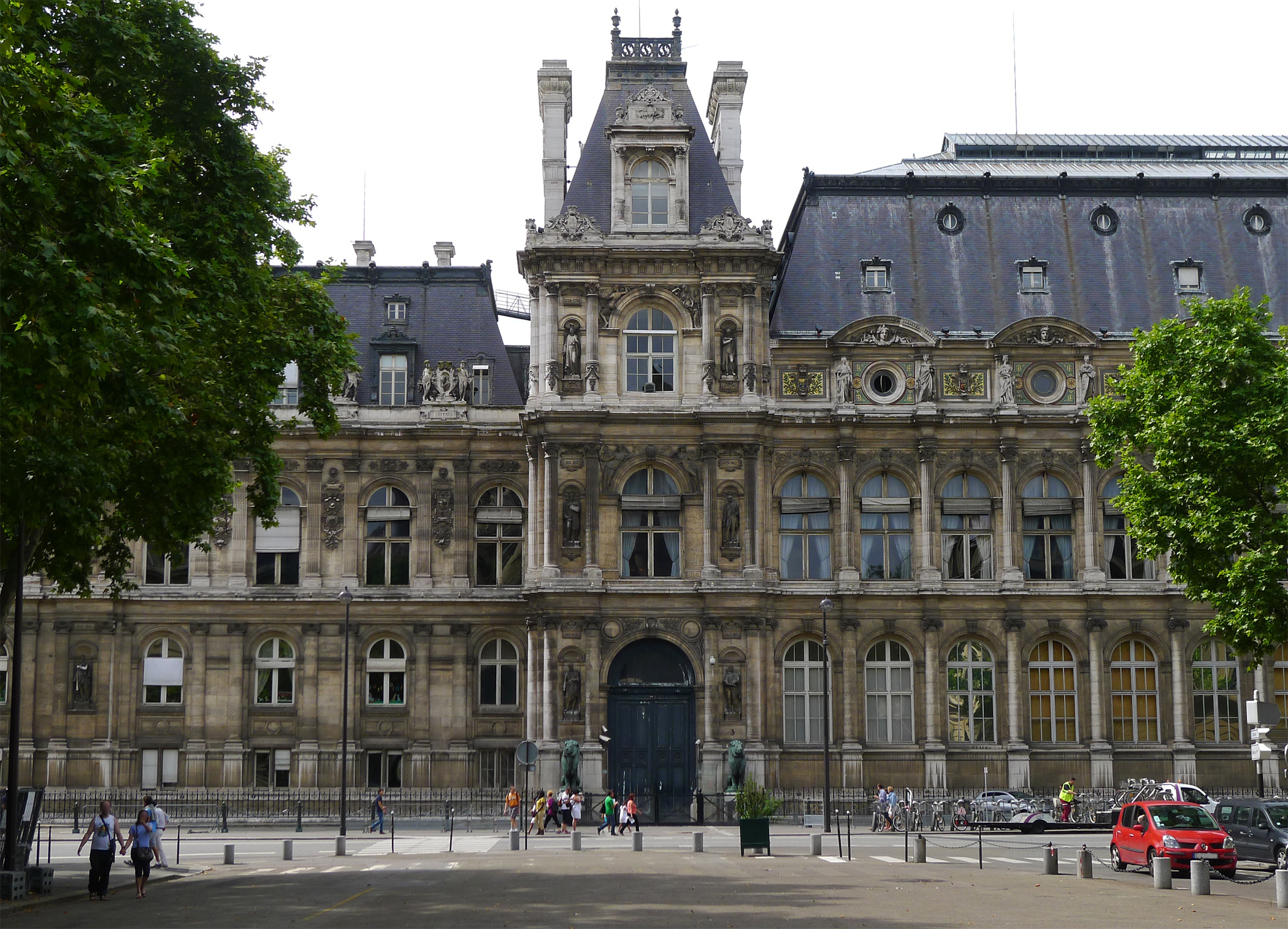
L'extrémité occidentale de la place, avec la rue de Lobau et en arrière-plan l'hôtel de ville de Paris.

Cette petite place, ce carrefour, a été très longtemps appelée « carrefour de l'Orme » ou « carrefour de l'Orme-Saint-Gervais ». Il était autrefois un usage général de planter un orme, protégé par une chaîne, devant la grande porte des églises. Après la messe, on se réunissait à l'ombre de cet arbre, les juges y rendaient la justice et l'on y acquittait les rentes. Cet arbre, appelé « orme Saint-Gervais », était entretenu par la fabrique de Saint-Gervais, il servait également de point de rencontre et plusieurs peintures et gravures en gardent témoignage, ainsi que des représentations de cet orme sur les stalles à l'intérieur de l'église et sur des bâtiments voisins.
Ce carrefour est cité dans Le Dit des rues de Paris, de Guillot de Paris, sous le nom de « l'Ourmetiau », car à cette époque, vers 1300, l'orme était jeune.
Dans un compte de 1443, il est fait mention de quelques vignes et morceaux de terre appartenant au duc de Guyenne ; en raison de son hôtel situé près de la Bastille, les fermiers étaient obligés d'en payer la rente à l'orme Saint-Gervais à Paris, le jour de Saint-Rémi et à la Saint-Martin d'hiver.
Vers 1790, l'arbre est arraché pour agrandir et débarrasser la place ; il servit à la construction d'affûts de canons.
Au XIXe siècle, cette place, alors appelée « carrefour de l'Orme », formée en face du portail de l'église Saint-Gervais, était positionnée dans l'ancien 9e arrondissement, quartier de l'Hôtel-de-Ville, était située à la rencontre des rues du Monceau, du Pourtour et de Long-Pont.
D'abord limitée à l'espace immédiatement devant l'église, elle a été agrandie en 1850-1854 pour être perpendiculaire à la rue de Lobau (l'axe de la place est donc décalé par rapport à celui de l'église). Des casernes la bordent depuis les travaux du préfet Haussmann : au nord la caserne Napoléon (datant de 1853, occupée d'abord par la Garde puis maintenant par la Direction générale de l'information de la ville de Paris) et, au sud, la caserne Lobau (maintenant occupée par la Direction des ressources humaines de la ville de Paris), reliées par souterrain à l'Hôtel de Ville.
Baptisée « place Saint-Gervais » depuis le 9 mai 1881, elle était auparavant englobée dans la rue François-Miron, nommée avant 1838 « rue du Monceau-Saint-Gervais ».
L'orme actuel fut planté en 1935.
La place accueille, depuis 2025, le jardin du 13 Novembre 2015.

## Bâtiments remarquables et lieux de mémoire
- Au nord, l'ancienne caserne Napoléon occupe l'espace situé entre les places Saint-Gervais et Baudoyer et les rues François-Miron, de Lobau et de Rivoli[3]. Au sud, l'ancienne caserne Lobau occupe l'espace entre la place Saint-Gervais, la rue de Brosse, le quai de l'Hôtel-de-Ville et la rue de Lobau.
- Église Saint-Gervais-Saint-Protais.
- Orme Saint-Gervais.
- No 1 : maison des compagnons du Devoir de Paris. Elle est proche de la rue de la Mortellerie (qui doit son nom au mortier utilisé par les maçons) et de la place de Grève où se tenait chaque semaine, au Moyen Âge, le marché aux maçons : c’est là que les ouvriers et les compagnons trouvaient de l’embauche. Ils « topaient » sous l’orme de la place Saint-Gervais[4].
- Le parking souterrain Vinci Lobau-Rivoli, dont l'entrée se trouve rue de Lobau, se prolonge sous la place Saint-Gervais.

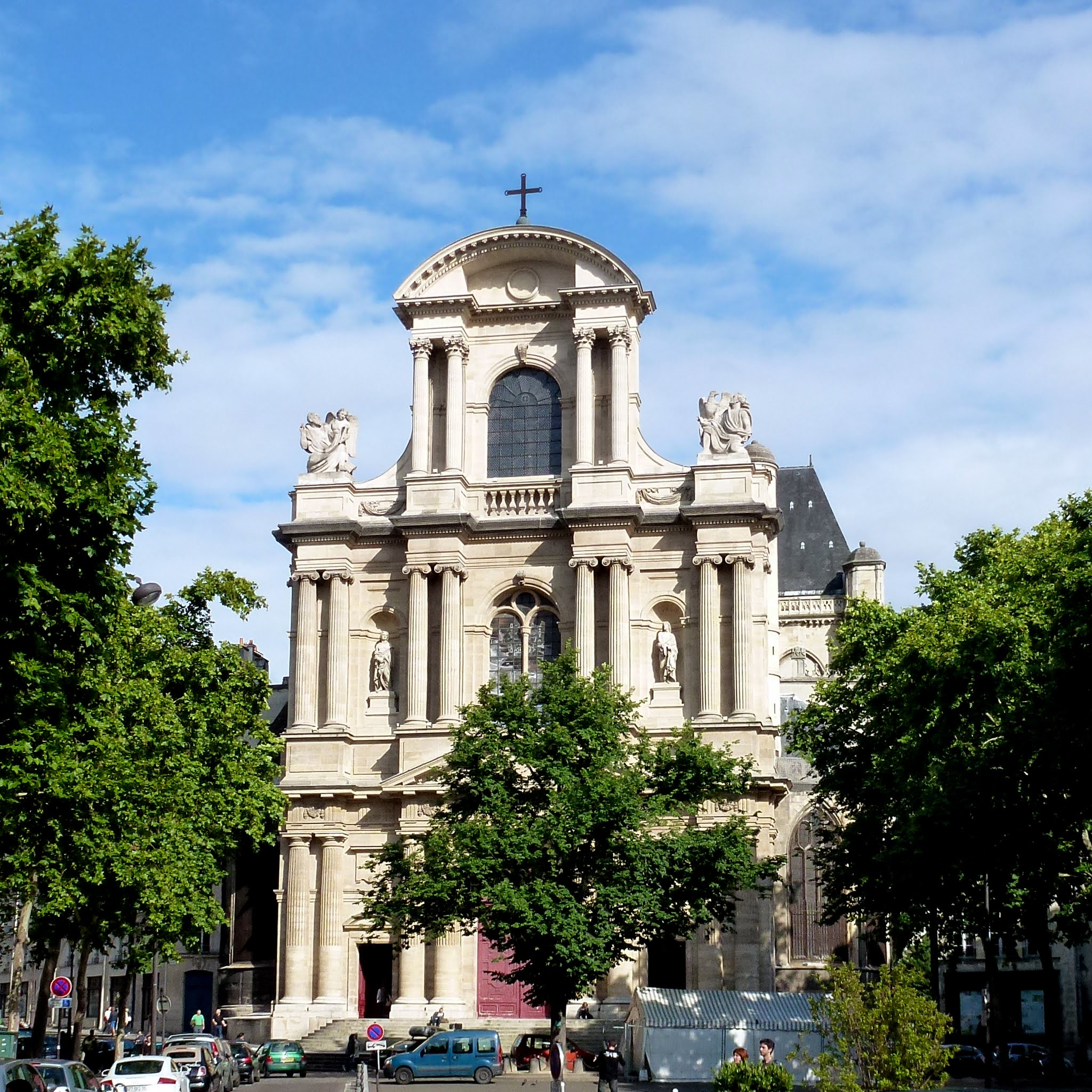
Façade de l'église vue de la place.
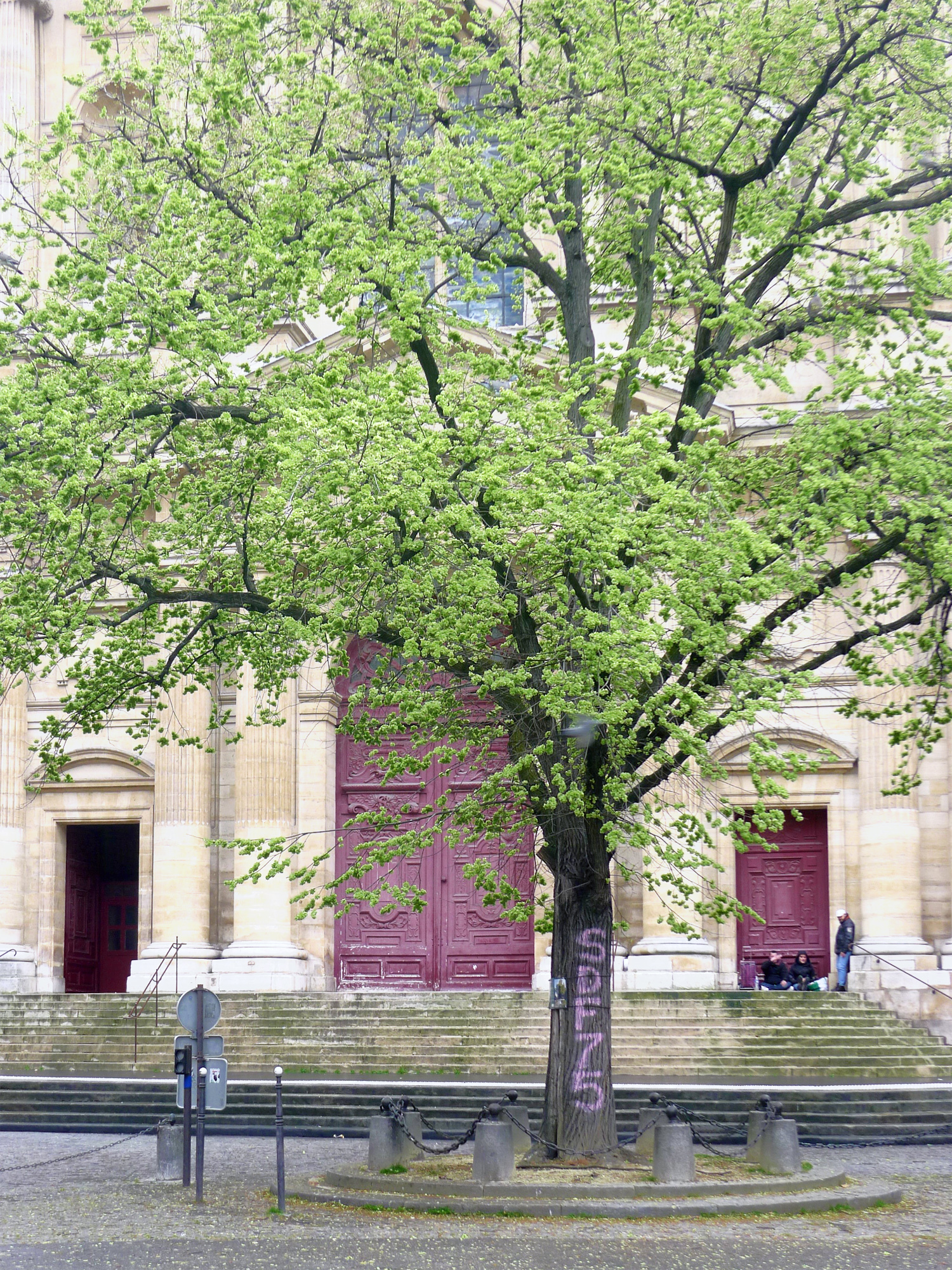
Orme Saint-Gervais.
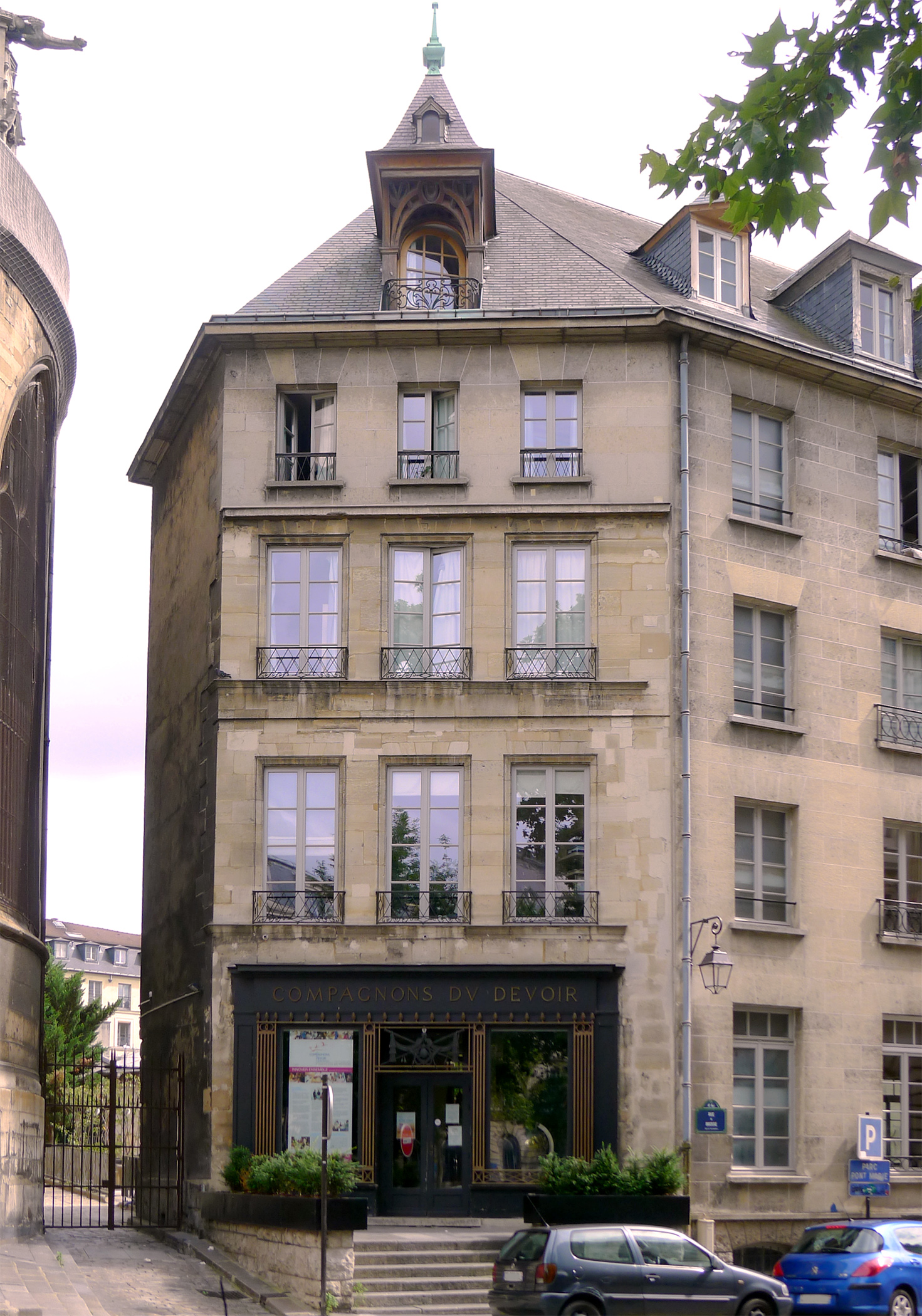
Façade située à l'angle de la place et de la rue de Brosse.
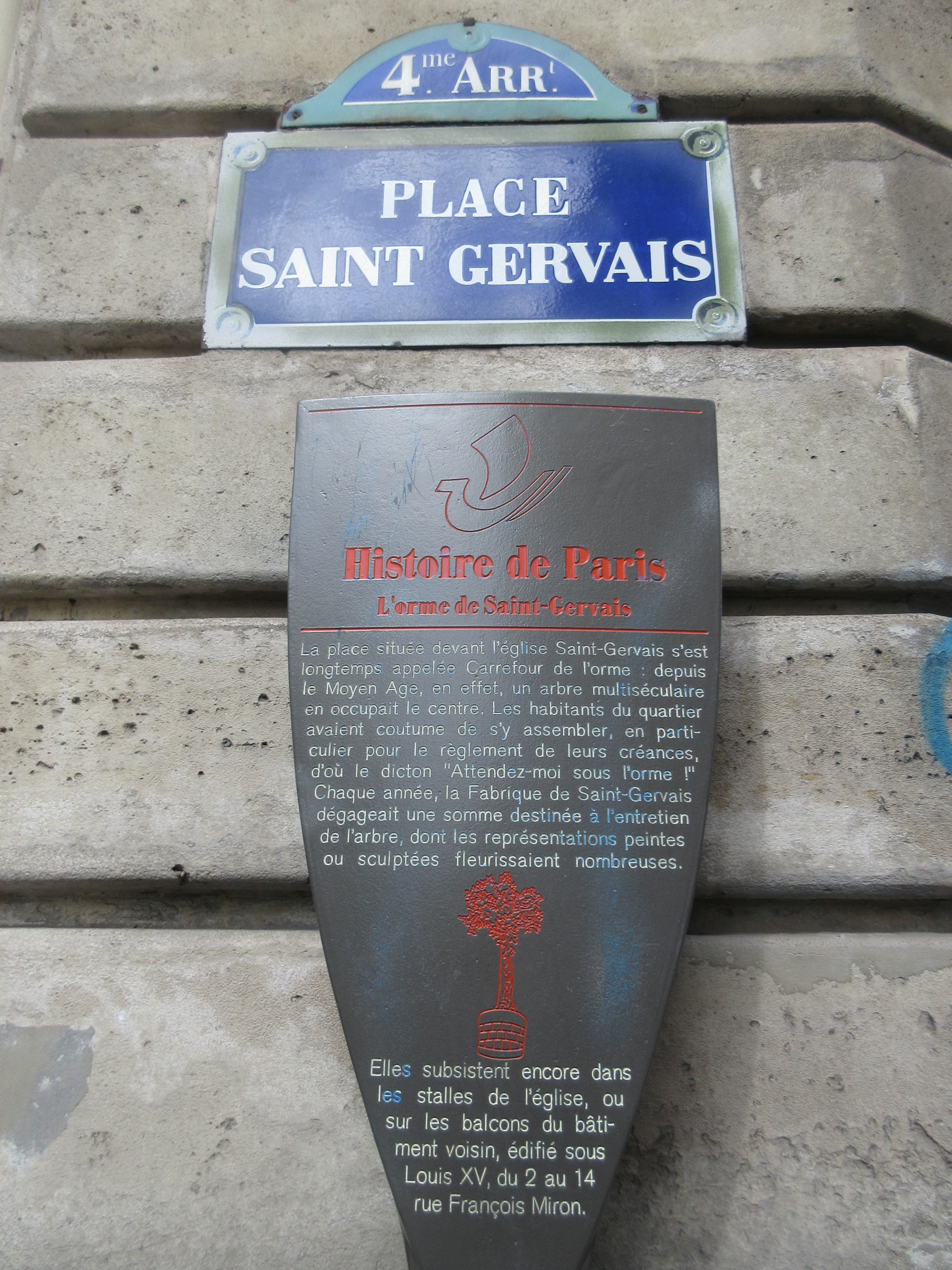
Panneau de l'Orme Saint-Gervais.
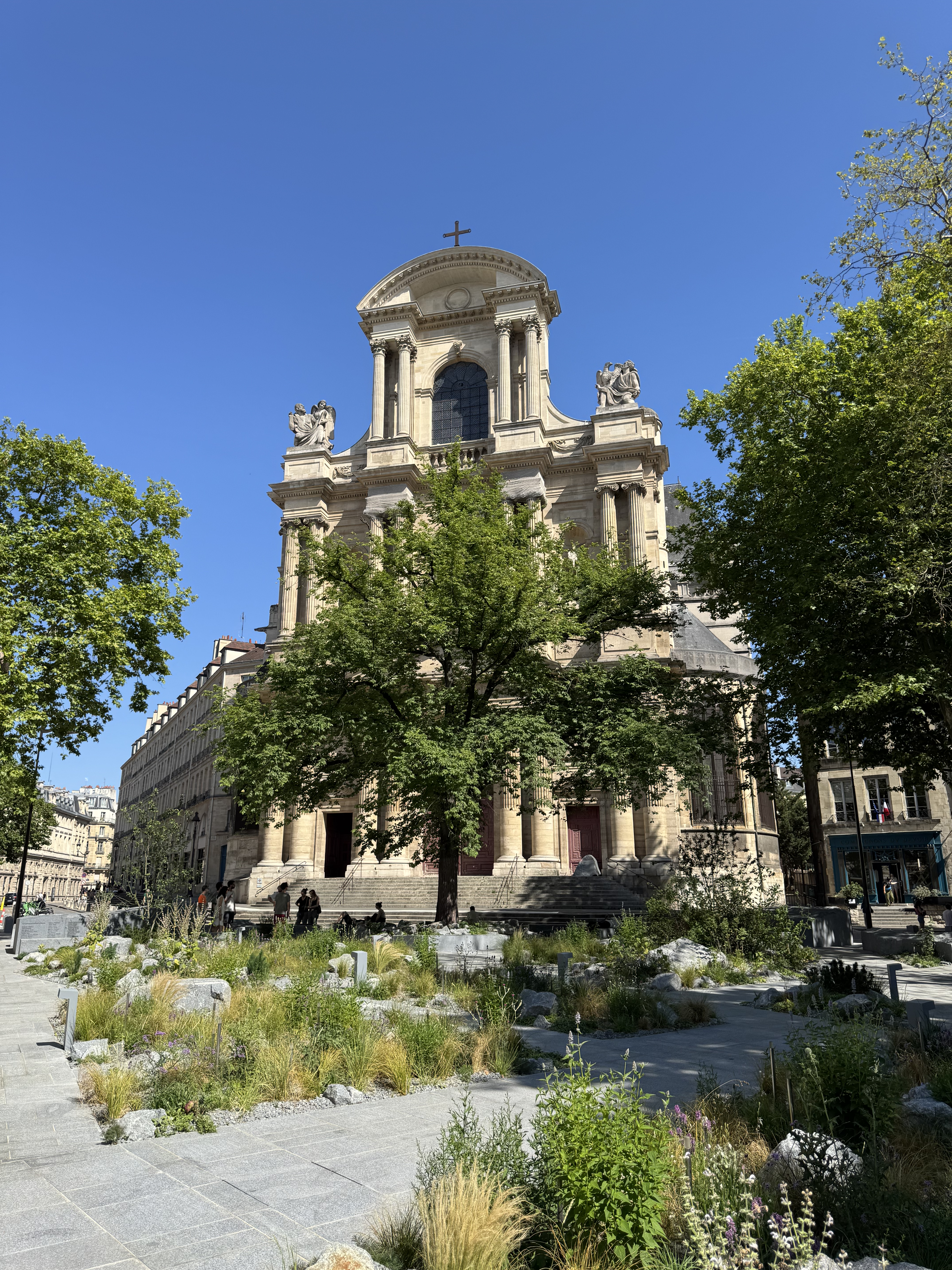
Jardin du 13 Novembre 2015.

### Articles liés
- Dénomination des voies de Paris
- Histoire de Paris
- Liste des anciens noms de voies de Paris
- Monceau Saint-Gervais